# Pakistaji (Wonoasih)
Pakistaji is een bestuurslaag in het regentschap Probolinggo van de provincie Oost-Java, Indonesië. Pakistaji telt 4691 inwoners (volkstelling 2010).